# Adam I. ze Šternberka
Adam I. ze Šternberka, případně Adam I. ze Sternbergu († 6. února 1560) byl český šlechtic z rodu Sternbergů (Šternberků) a držitel vysokých zemský úřadů Českého království. V polovině 16. století byl 11. nejbohatším šlechticem Českého království.

## Původ a život

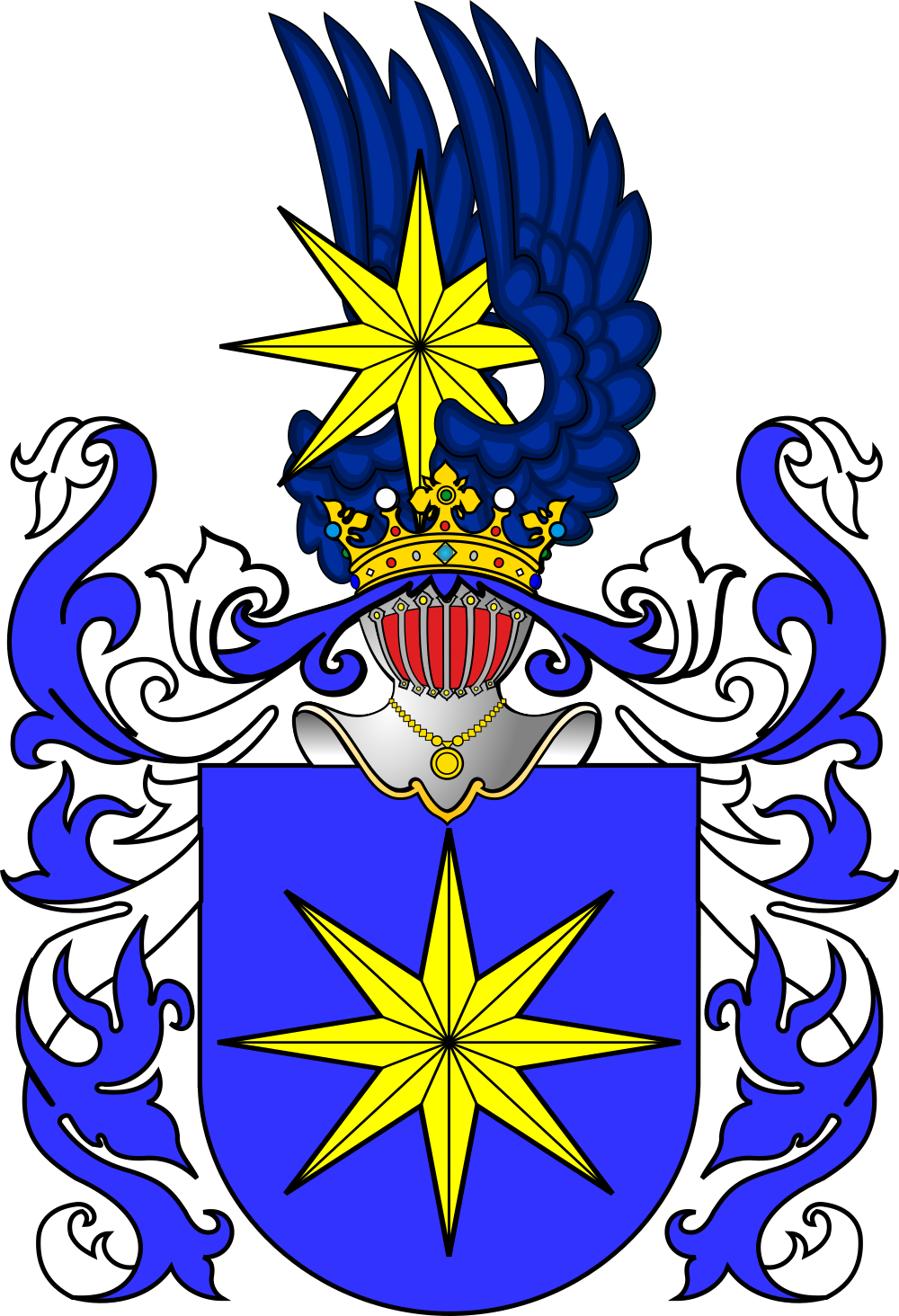
Erb Šternberků

Narodil se jako syn Jana II. ze Šternberka († 1528), který zastával úřad karlštejnského purkrabího, a jeho první manželky Jitky z Gutštejna. Byl rádcem a důvěrníkem krále Ferdinanda I. Postupně zastával úřady karlštejnského purkrabího (1546–1549), nejvyššího dvorského sudí (1549–1554) a nakonec nejvyššího zemského komorníka Českého království (1554–1560). Ve sporu Rožmberků o přednostní postavení v království s pány z Plavna podpořil knížata z Plavna, přestože se dříve stýkal s Vilémem z Rožmberka, který se účastnil svateb Adamových synů a byl také kmotrem Adamových vnuků.
Zemřel v roce 1560 a byl pochován v kostele svatého Jakuba Většího v Nepomuku.

## Majetek
Po otci zdědil Bechyni a Konopiště. Zámek Bechyni prodal s bratrem Jaroslavem v roce 1530 Kryštofovi ze Švamberka a na Zvíkově. Konopišťské panství bylo tehdy velkým dominiem, skládalo se ze 4 dvorů, městečka Benešova a 61 míst. V roce 1536 získal od české komory do zástavy panství Zelenou horu a Radyni, avšak teprve v roce 1558 byly zapsány do zemských desek, a tak se staly majetkem dědičným. Součástí panství byl hrad Zelená hora a pustý cisterciácký klášter Nepomuk, který byl zničen za husitských válek, pustá Radyně, městečka Nepomuk, Blovice, Starý Plzenec, Plánice, u nich nedaleké Lovčice a řada vesnic. Dědičně také držel Štěchovice. V roce 1541 koupil Velhartice od Adama Lva z Rožmitálu, ale neponechal si je. V roce 1542 zastavil pustý hrad Ostromeč s vesnicemi Hanušovi z Říčan. V roce 1549 koupil městečko Klenovou s dvorem, vsi Javor, Loučany, pustou tvrz a ves Týnec, pustou tvrz Bezděkov se vsí a dvorem, vsi Koryta, Hynkovice, Hořejší Zeliv a Datelov, které dva roky předtím věřitelé zabrali Adamu Lvovi z Rožmitálu. V roce 1553 Bezděkov prodal klatovskému měšťanovi Viktorinu Pekovi z Římku. V roce 1555 prodal hrad Klenová. V roce 1557 díky majetku odhadnutému na 58 359 kop grošů českých obsadil 11. pozici nejbohatších českých šlechticů.

## Rodina
V roce 1519 se oženil s Markétou Malovcovou z Pacova († po 1572). Narodilo se jim šest dětí:
- 1. dcera
  - ⚭ Adam Ungnad ze Sonnecku (Sonneggu)
- 2. Vilém († 1562), hlava rodu v letech 1560–1562
  - ⚭ (7. 11. 1540) Anna z Pernštejna (asi 1521 † po 1540)
- 3. Zdeněk VI. (1525 –1575), císařský rada, český místodržící
  - ⚭ Kateřina Řepická ze Sudoměře († po 1560)
- 4. Ladislav (Lacek) († 7. 7. 1566, pohřben v Nepomuku), hlava rodu 1562–1566
  - ⚭ (8. 2. 1559 Praha) Kateřina z Lokšan († zavražděna svým šíleným synem Ferdinandem 6. 5. 1590)
- 5. Eliška († 1616)
  - ⚭ (16. 2. 1561 Praha) Jindřich, purkrabí z Donína († 1597)
- 6. Jan († 3. 1. 1578), hejtman Kouřimského kraje
  - ⚭ Anežka Beřkovská ze Šebířova